# 9902 Kirkpatrick
A 9902 Kirkpatrick (ideiglenes jelöléssel 1997 NY) a Naprendszer kisbolygóövében található aszteroida. Paul G. Comba fedezte fel 1997. július 3-án.